# إدمون عمران المالح
إدمون عمران المالح (1917 - 2010)، كاتب وصحفي مغربي يهودي معارض للصهيونية ولقيام دولة إسرائيل.
ولد في 30 مارس 1917 بمدينة أسفي الساحلية الصغيرة الهادئة المطلة على المحيط الأطلسي، وتوفي في 15 نوفمبر 2010 بمدينة الرباط. أوصى عمران المالح بأن يدفن جثمانه في مدينة الصويرة؛ المدينة التي نشأ وعاش بها طويلا وكتب فيها أكثر إنتاجاته الأدبية، التي ترجمت إلى عدد من اللغات. ينحدر أصله من عائلة يهودية مشهورة سابقا في مدينة الصويرة، أصوله أمازيغية وينحدر من قبيلة آيت عمران جنوب الأطلس. اختار البقاء في المغرب في الوقت الذي كانت فيه الحركة الصهيونية تنشط لكي تشجع اليهود على الهجرة إلى أرض إسرائيل وهو الموضوع الذي توقف عنده كثيرا في روايته (ألف يوم ويوم) التي نشرها في نهاية الثمانينيات. فضّل الهجرة إلى فرنسا بسبب مواقفه المعارضة لنظام الحسن الثاني، سافر إلى باريس سنة 1965 لكي يشتغل كمدرس لمادة الفلسفة، ويعمل كصحافي. عاد بعد تحسن الأوضاع نسبيا في مجال حقوق الإنسان بالمغرب ليستقر في الرباط منذ 1999 إلى غاية وفاته.

## المولد والنشأة
ولد إدمون عمران المالح يوم 30 مارس/آذار 1917 في مدينة آسفي المطلة على المحيط الأطلسي بعدما هاجرت إليها عائلته ذات الأصول الأمازيغية من أقصى شرق سوس جنوب المغرب تربّى إدموند عمران وسط تعايش كبير بين المغاربة اليهود والمسلمين في مدينة آسفي.

### الوظائف والمسؤوليات
اشتغل إدمون المالح مدرسا لمادة الفلسفة بمدينة الدار البيضاء وصحافيا في جريدة «ليسبوار» (الأمل)، وكتب باسم مستعار هو عيسى العبدي في مواضيع متنوعة شملت الثقافي والفني والسياسي والاجتماعي، حيث أنجز تحقيقات اجتماعية عديدة عن العمال والفلاحين وعمال ميناء الدار البيضاء.
رحل إدمون المالح إلى فرنسا عام 1965 واشتغل مدرسا للفلسفة وكتب في منابر صحفية متعددة منها صحيفة لوموند.

## الرصيد السياسي
ناضل إدمون عمران المالح استقلال المغرب. وتخلّى عن نشاطه السياسي عام 1959 وبعد أحداث 23 مارس/آذار 1965 الدامية ومعارضته حكم الملك الراحل الحسن الثاني والكثير من قراراته، اختار الهجرة الطوعية إلى فرنسا.
لم تؤثر غربته لنحو 35 سنة في صلته وارتباطه القوي بالمغرب وقضاياه، وعاد إليه عام 2000 ليستقر في مدينة الصويرة ويواصل فيها الكتابة.
نُقل عنه قوله مرات عديدة: 

## معارضته لسياسة تهجير اليهود المغاربة نحو إسرائيل
عارض إدمون المالح بشراسة تهجير الآلاف من اليهود المغاربة نحو إسرائيل في منتصف الستينيات، وفنّد الأطروحات الصهيونية التي سعت لتبرير ذلك، وقال بوضوح 
. دافع عن قضية الشعب الفلسطيني ومقاومته للاحتلال الإسرائيلي، وأصدر بيانا عن مجزرة جنين عام 2004 بعنوان «أنا أتهم»، دان فيه الوحشية الإسرائيلية.
كما دان عمران المالح العدوان الإسرائيلي على قطاع غزة، واعتبر الصهيونية حركة عنصرية تتباهى بقتل الأطفال والنساء والشيوخ والشباب، ورفض توظيف «المحرقة اليهودية» لتبرير الصهيونية واستغلالها اليهود الذين ماتوا أو لم يموتوا فيها.
رفض ترجمة أعماله إلى العبرية حتى لا تتاجر إسرائيل بأفكاره، وتمنى الصلاة في القدس عندما تتحرر من الاحتلال.
تجربته الأدبية

## مساره الأدبي
بدأ عمران المالح في الكتابة والتأليف عام 1980 وهو في سن 63، وقال عن نفسه وهو الأستاذ الجامعي إنه دخل عالم الكتابة بالصدفة.
انطلاقته نحو عالم الكتابة كانت في باريس حيث اشتغل على نشر الكتب والتعريف بها في الصحافة الفرنسية، ومنها جريدة لوموند
وصفت كتاباته بأن لها هوية مركبة كسرت القواعد المألوفة في السرد الأدبي والنقد، شملت الرواية والنقد الأدبي والفني. رغم أنه كتب باللغة الفرنسية، فإن اللغة العربية حضرت في مؤلفاته وإبداعاته التي ركزت على المبادئ الإنسانية وقيم العدالة والمساواة ورفض الظلم.
كما اهتمت كتاباته بتاريخ النضال من أجل استقلال المغرب وبالهوية الثقافية واللغة الأم والسيرة الذاتية، والتعريف بالطقوس والعادات المغربية، وكذلك بقضية التعايش والتسامح الديني في المغرب وقضية الشعب الفلسطيني، وفضح الصهيونية.

## المؤلفات
ترجمت جل أعماله الفرنسية إلى اللغة العربية، وظل مرتبطا بالقراءة والكتابة وأدمنهما وفاء لعبارته الشهيرة «ما دمت أقرأ وأكتب فأنا موجود».
ألف إدمون عمران المالح نحو عشرة كتب منها:
- المجرى الثابت عام 1980، وهي عبارة عن سيرته الذاتية، واسمها الفرنسي: Le parcours immobile.[5]
- أيلان أو ليل الحكي عام 1983
- ألف عام بيوم واحد عام 1986
- عودة أبو الحكي عام 1990
- أبو النور عام 1995
- حقيبة سيدي معاشو عام 1998
- المقهى الأزرق: زريريق عام 1998
- كتاب الأم (رواية) عام 2004

## جوائز وأوسمة
حصل إدمون المالح على جائزة الاستحقاق الوطني (أرفع جائزة ثقافية وأدبية رسمية تُمنح في المغرب) عام 1996 عن مجموع أعماله، ونال عام 2004 وسام الكفاءة تقديرا لإنتاجه الأدبي ولمواقفه الوطنية.

## في الثقافة الشعبية
استلهم الكاتب المغربي محمد سعيد احجيوج في روايته (أحجية إدمون عمران المالح) شخصية إدمون المالح ليقدم من خلالها رؤيته الفنية المستوحاة جزئيا من سيرة الراحل إدمون المالح. تتطرق الرواية في موضوع حبكتها الرئيسية إلى فساد الجوائز الأدبية، من خلال الصراع بين عَمران المالح، العضو في لجنة تحكيم جائزة أدبية، وفرانز غولدشتاين، ناشر فرنسي. أما المسار الثاني للرواية فيتطرق لموضوع هجرة المغاربة اليهود، ومن خلاله تقدم الرواية سدا لطفولة البطل المغربي اليهودي ورحلته بين المغرب وإسرائيل ثم فرنسا. صدرت الرواية عن دار هاشيت أنطوان/نوفل، في بيروت، أكتوبر 2020.